# Židovský hřbitov v Považské Bystrici
Židovský hřbitov v Považské Bystrici se nachází ve svahu pahorku zvaný Mošteník, pod mostem po kterém vede dálnice D1. Má půdorys ve tvaru nepravidelného obdélníku o ploše 4873 m2. Přesné datum výstavby hřbitova není známo, pravděpodobně byl založen v 17. století. Nejstarší zachovaný nápis na náhrobku pochází z roku 1757. Vchod na hřbitov byl na severní straně. V tomto místě stála menší budova, přes kterou se vcházelo na hřbitov a zde probíhala očista zesnulého. Nápisy na náhrobcích jsou psány hebrejsky, hebrejsko - německy, případně maďarsky. V současnosti je v žalostném stavu, neudržovaný, poškozený časem a také vandaly. Vlastníkem hřbitova je dnes  Ústřední svaz židovských náboženských obcí (ÚZŽNO), který usiluje o změnu tohoto místa po rekultivaci na skutečné pietní místo. Hřbitov je zařazen do Pamětihodnosti města Považská Bystrica.